# هفته نژادپرستی اسرائیل

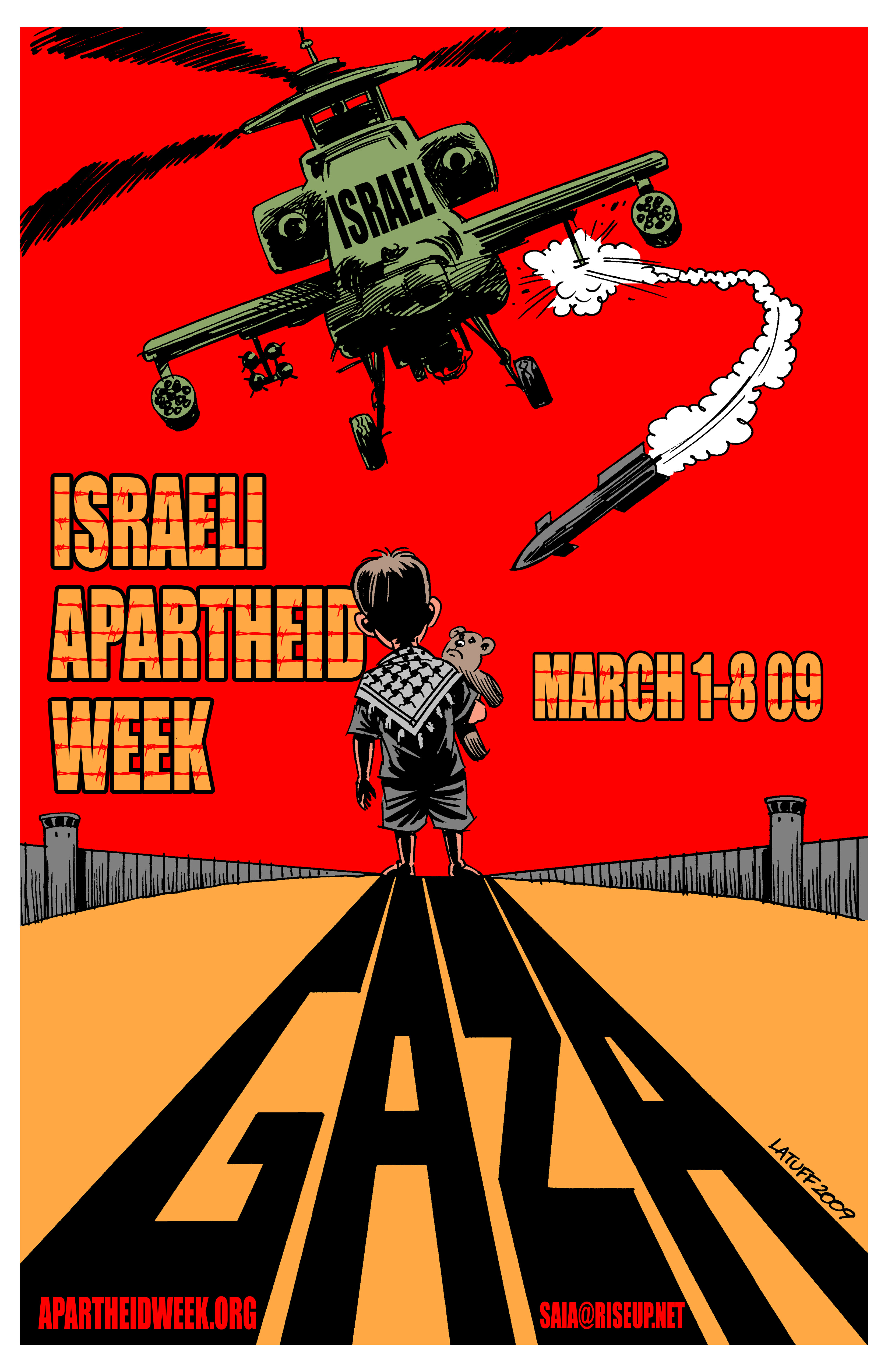
پوستر سال ۲۰۰۹ هفتهٔ آپارتاید اسرائیل، توسط لتوف

هفتهٔ نژادپرستی اسرائیل (به انگلیسی: Israeli Apartheid Week) که به آی‌اِی‌دبلیو شهرت دارد، نهادی بین‌المللی‌ست که ابتدا در تورنتو پایتخت کانادا و با هدف اعلامی آگاه‌سازی مردم نسبت به ناعدالتی‌های رایج در اسرائیل علیه فلسطینی‌ها شروع به کار کرد و در سال ۲۰۱۰ توانست هفته اسرائیل آپارتاید را در بیش از ۵۵ شهر جهان از جمله مکان‌هایی در استرالیا، اتریش، برزیل، بوتسوانا، کانادا، فرانسه، آلمان، هند، ایتالیا، ژاپن، اردن، کره جنوبی، مالزی، مکزیک، نروژ، فلسطین، آفریقای جنوبی، بریتانیا، و ایالات متحده آمریکا برگزار کند. برگزارکنندگان، در این هفته که در ماه فوریه یا مارس هر سال قرار دارد، با ارائهٔ مقاله، فیلم، سخنرانی، نشست، و مراسم‌های دیگر برای رسیدن به هدف واحدشان تحریم و سرمایه‌برداری (خارج کردنِ سرمایه) و تحریم علیه اسرائیل تلاش می‌کنند.

## تظاهرات و تجمعات
در سال ۲۰۱۲، انجمن فلسطین مدرسه اقتصاد لندن (LSE) «دیوار نژادپرستی اسرائیل» را ایجاد کرد که پس از پرتاب بادکنک‌های آب توسط دانشجویان طرفدار اسرائیل در اعتراض به آن منجر به درگیری شد.
در سال ۲۰۱۳، کمیته همبستگی فلسطین دانشگاه هاروارد، اخطاریه‌های ساختگی اخراج را بر روی درهای اتاق خوابگاه دانشجویان نصب کرد. نوام چامسکی، محقق آمریکایی و استاد مؤسسه فناوری ماساچوست بارها در بسیاری از واحدهای دانشگاهی سخنرانی با موضع نژادپرستی اسرائیل کرده است.

## بازخوردها
رویدادهای هفته نژادپرستی اسرائیل تقریباً همیشه توسط انجمن‌ها و سازمان‌های همبستگی مرتبط با مؤسسات دانشگاهی برگزار می‌شود. در سال ۲۰۱۴، حزب حاکم آفریقای جنوبی در کنگره ملی آفریقا، رسما هفته نژادپرستی اسرائیل را مورد حمایت قرار داد. همچنین کنگره ملی آفریقا گفته بود که شرکت در هفته نژادپرستی آن سال بخشی از تعهد آنها به جنبش بین‌المللی ضد آپارتاید است. در سال ۲۰۰۷ گروهی از دانشجویان یهودی، تذکر دادند که نباید شبه نژادپرستی را با نژادپرستی اشتباه گرفت.

## پیونده به بیرون
- وبگاه رسمی ضد نژادپرستی اسرائیل در تورنتو